# Institut für Erdmessung
Das Bamberger Institut für Erdmessung wurde nach dem Zweiten Weltkrieg von der US-Besatzungsmacht gegründet, um einige geodätische Großprojekte Hitlerdeutschlands fortzusetzen. Das Forschungsinstitut befasste sich mit Höherer Geodäsie und angewandter Erdmessung und bestand bis in die 1950er-Jahre. Danach ging es im Frankfurter Institut für Angewandte Geodäsie auf.
Das wichtigste Projekt war die Fertigstellung des ZEN (Zentraleuropäisches Netz), mit dem die ehemals deutsche Heeresvermessung den Zusammenschluss der mittel- und osteuropäischen Triangulationsnetze begonnen hatte. Wohl war mit den im Krieg vermessenen bzw. erbeuteten Daten ein loses Rahmennetz über 1500 × 1500 km erreichbar, es konnte aber durch die politische Entwicklung nur westlich des Eisernen Vorhangs fertiggestellt werden.
Eine Folgearbeit war das Europäische Datum 1950, das sich ebenfalls nur über Westeuropa erstreckte, sowie eine von Helmut Wolf (Universität Bonn) initiierte astronomisch-geodätische Geoidbestimmung. Es gab auch Kooperationen mit der ebenfalls in Bamberg befindlichen Karl-Remeis-Sternwarte.